# Plagithmysus pulvillatus
Plagithmysus pulvillatus là một loài bọ cánh cứng trong họ Cerambycidae.